# 野口孫市

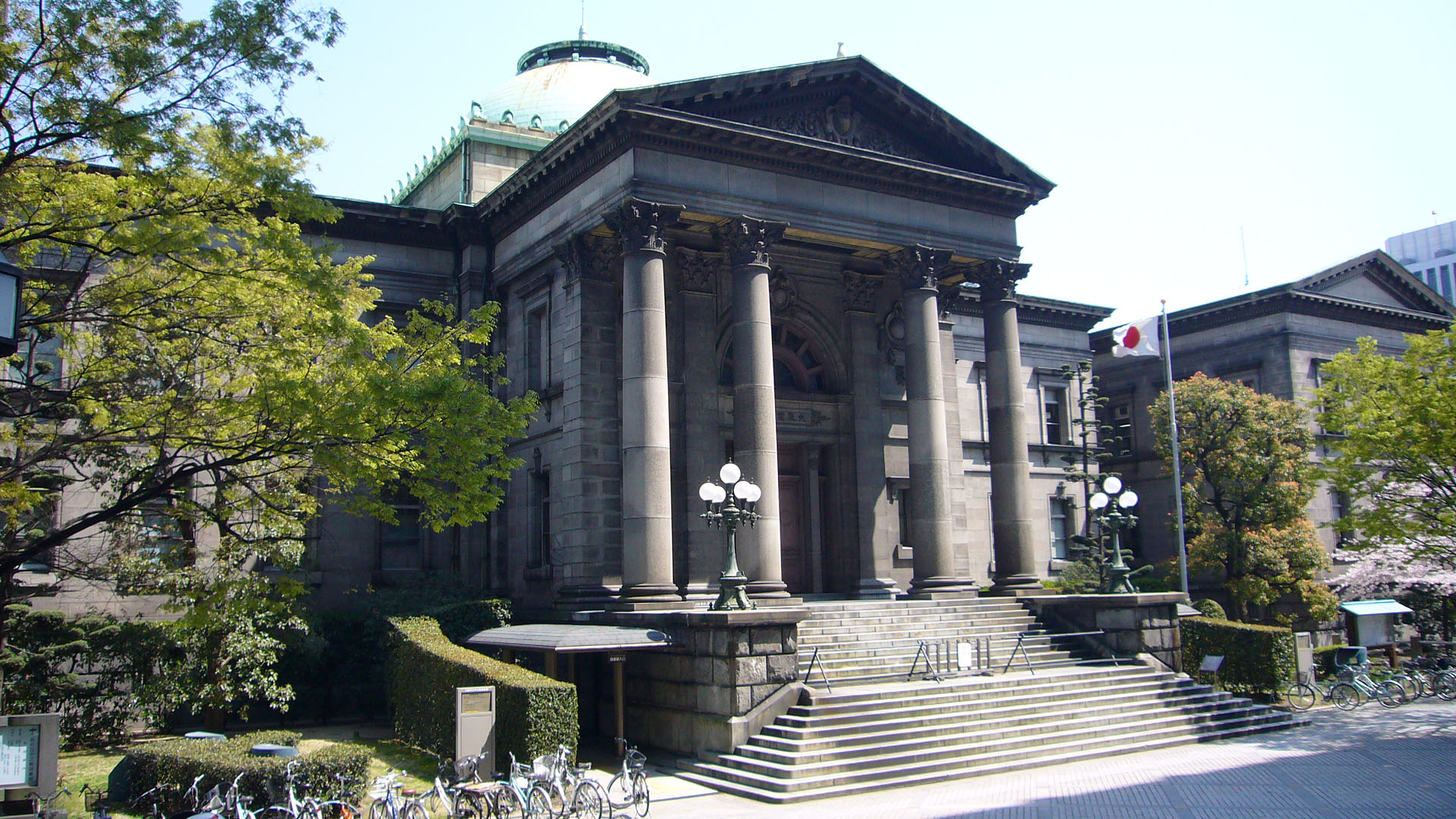
野口設計の大阪図書館

野口 孫市（のぐち まごいち、明治2年4月23日（1869年6月3日） - 大正4年（1915年）10月26日）は、明治、大正期に活躍した建築家、工学博士。創設間もない住友営繕の基礎を築いた人物。

## 来歴・人物
明治2年（1869年）4月23日、播磨国姫路清水（現姫路市）に姫路藩士・野口野（いやし）の子として生まれる。姉は後に日本の幼児教育の先駆者的存在となる野口幽香。父に付き従い生野銀山で一年余り過ごす。父の転勤で神戸に移り、兵庫県立第一神戸中学を卒業。第三高等学校を経て、住友の奨学金を貸与され、明治24年（1891年）に東京帝国大学工科大学造家学科に進学し、同27年（1894年）7月卒業。大学院で耐震家屋について研究。その間内匠寮が担当した明治27年竣工の奈良帝国博物館（奈良国立博物館）の工事に2か月間、雇として関わる。
明治29年（1896年）に逓信省に入り、明治32年（1899年）に31歳で住友家に招かれ、住友本店に入社した。住友銀行建築取調べのため英国をはじめ欧州視察に発ち、ヴィクトリア朝末期のロンドンの建築をおもに学んで帰国した。明治33年（1900年）住友本店に着任後まもなく宿願の本店社屋の建築を目的とした臨時建築部（住友営繕、日建設計の前身）が発足し、野口は技師長となる。後にこの建築部には日高胖、山本鑑之進、小川安一郎、長谷部鋭吉などが入社する。明治39年（1906年）にはサンフランシスコ地震の調査のため住友家から派遣される。大正4年（1915年）工学博士となる。
野口の設計作品には大阪府立図書館（現大阪府立中之島図書館、1904年竣工、国の重要文化財）、住友家須磨別邸（1903年竣工）、伊庭貞剛邸（現住友活機園、1904年竣工）、田辺貞吉邸（現武田薬品百草園迎賓館、1908年竣工）、鶴崎邸（1908年）など。ほかに、住友銀行各地支店、大阪明治生命保険会社、大阪倶楽部（初代）、大阪中央電気倶楽部（初代）があり、大阪心斎橋もその華麗な石づくりが評判で、撤去された後、一部が復元されている。住友関係の多くの建物、邸宅を設計している。
西洋建築に対する造詣が深く、辰野金吾らにも将来を嘱望された建築家であったが、大正4年、若くしてこの世を去った。

## 関連書籍
- 林和久著『野口孫市の建築術－西洋と日本のはざまで』（創元社、2020年）